# Astrotricha pterocarpa
Astrotricha pterocarpa är en araliaväxtart som beskrevs av George Bentham. Astrotricha pterocarpa ingår i släktet Astrotricha och familjen Araliaceae. Inga underarter finns listade.